# Михалон Литвин
Михало́н Литви́н (лат. Michalon Lituanus) — посол Великого княжества Литовского в Крымском ханстве, мемуарист-этнограф XVI века.

## Наследие
Настоящее имя неизвестно. Предполагается, что это мог быть Венцлав Николаевич или Михаил Тишкевич. Авторство последнего, ездившего в 1537—1539 годах с посольством к крымскому хану Сахиб-Гирею, а после служившего полковником и стражником королевских войск, отстаивал М. К. Любавский.
Составил в 1548—1551 годах записки «О нравах татар, литовцев и москвитян» (лат. De moribus tartarorum, lituanorum et moscorum), изданные в Базеле в 1615 году под редакцией историка, поэта и кальвиниста Иоганна Якуба Грассера. Сочинение не сохранилось в полном виде: первоначальная рукопись, написанная автором на латинском языке, была разделена на десять книг, но Грассер, пользовавшийся подлинной рукописью, издал её не целиком, а напечатал лишь отрывки первой и девятой книг и сокращения из отрывков остальных восьми книг. По свидетельству самого Грассера, он значительно сократил первоначальный текст записок Михалона Литвина. При окончании первого отрывка он поместил объяснение под заглавием «Нечто к читателю», в котором говорит: «Последующие за сим книги Михалон наполняет только жалобами на испорченные нравы своего народа, говоря, что это самый пагубный враг, которого должно изгнать прежде всего, почему он желает, чтобы нравы были исправлены, и указывает королю на средства, как достигнуть этой цели. Но мы, опустив эти жалобы, познакомимся только с тем, что принадлежит собственно к истории».
Русский перевод записок с их латинским текстом был напечатан Н. В. Калачовым в «Архиве историко-юридических сведений, относящихся до России» (СПб., 1854, т. II). Вновь переведены К. Мельником, под редакцией В. Б. Антоновича изданы в «Мемуарах, относящихся к истории Южной Руси» (Киев, 1890, вып. I).
В своих взглядах придерживался принципов гуманизма эпохи Возрождения и симпатизировал идеям Реформации. Это выражается в характерном для идеологии Реформации обращении к Ветхому завету с культивированием его нравственных ценностей, резко критическим отношением к католическому духовенству. С нравственно-христианских и гуманистических позиций М. Литвин осуждает рабство и крепостничество. Социальный идеал для него — раннехристианское равенство, которое он находил у татар. Автор высказывает мысль, что причиной социального неравенства является неравенство имущественное. В качестве меры по преодолению неравенства он предлагает ввести прогрессивный подоходный налог. Большое внимание уделял вопросам политико-правового регулирования, справедливого судопроизводства, а также полагал, что жизнь общества, государства и личности должны подчиняться не только правовым законам, но и отвечать правилам морали. От состояния нравственности, по М. Литвину, зависит и могущество государства.

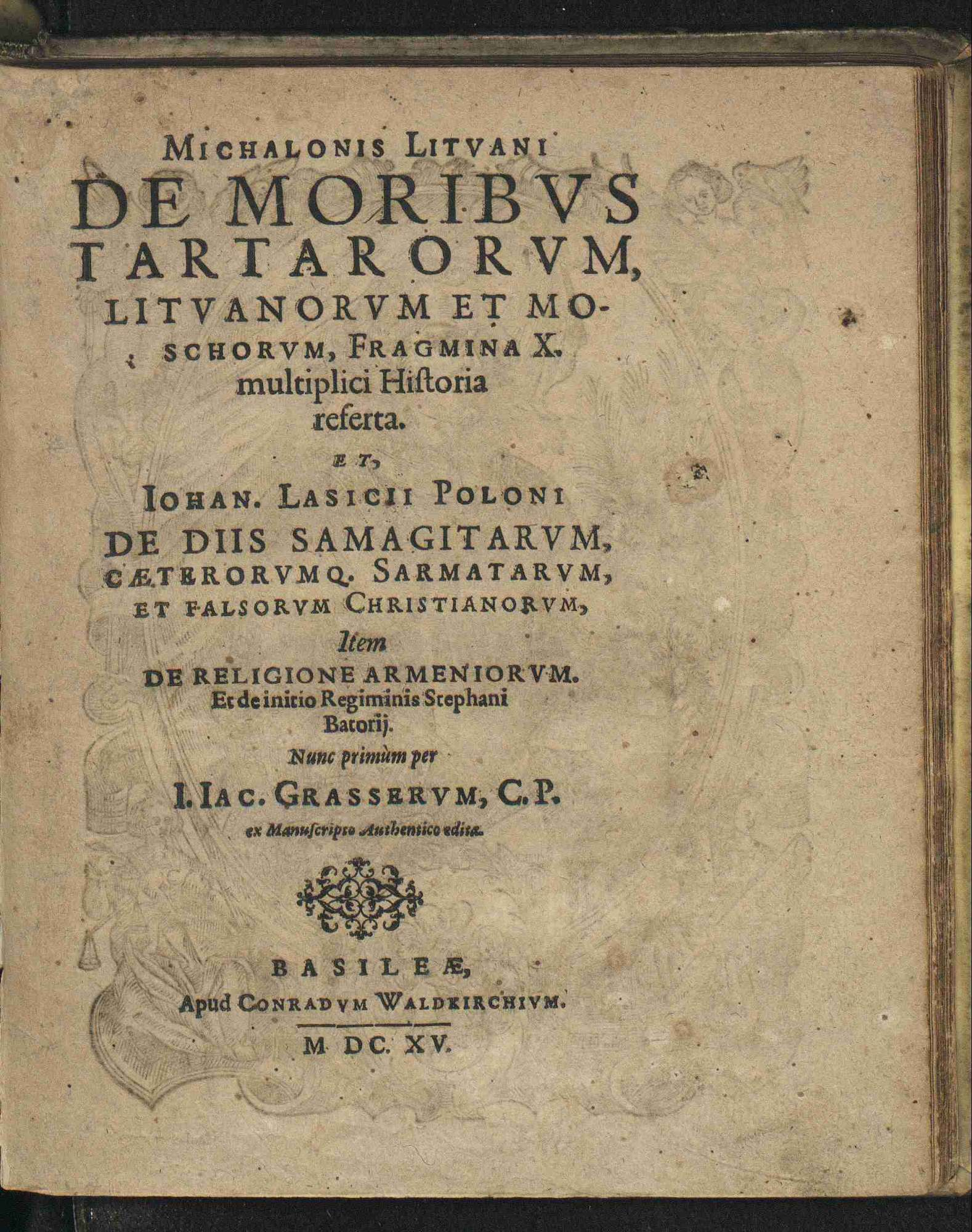
«О нравах татар, литовцев и москвитян». Basileæ, 1615

## Трактат «О нравах татар, литовцев и москвитян»
- Michalo Lituanus. De moribus Tartarorum, Lituanorum et Moschorum. — Basileæ, 1615.
- Михалон Литвин. О нравах татар, литовцев и москвитян / Пер. В. И. Матузовой; Вступ. ст. М. В. Дмитриева, И. П. Старостиной, А. Л. Хорошкевич; Коммент. С. В. Думина, Ю. А. Мыцыка, И. П. Старостиной, М. А. Усманова, А. Л. Хорошкевич; Отв. ред. А. Л. Хорошкевич; Рец.: А. К. Леонтьев. — М.: Изд-во Моск. ун-та, 1994. — 152 с. — 10 000 экз. — ISBN 5-211-02610-1.
- Михалон Литвин. Про звичаї татар, литовців та московитів

## Издания
- Б43 Белорусские мыслители XVI–XVII вв. Избранные труды. – Минск : Редакция журнала «Промышленно-торговое право», 2017. – 320 с. – (Наследие права)[4]. Издание приурочено к 500-летию белорусского книгопечатания. В данное издание вошли избранные произведения белорусских мыслителей XVI – XVII вв. – Ф. Скорины, А. Волана, М. Литвина, А. Олизаровского, Л. Сапеги, Х. Филалета – посвящённые актуальным проблемам взаимосвязи права с философией, религией, государственностью, политикой и явлениями жизни общества того времени.